# グレイヴ・ディガー
グレイヴ・ディガー（Grave Digger）は、ドイツ出身のヘヴィメタル・バンド。
「アクセプト」らと並び、ジャーマンメタルの草創期から活動していたが一度解散。1990年代の再開以後、「コンセプト・アルバム」を中心とした作品スタイルを展開した。

## 概要・背景

### 1980年代 結成期
1980年、クリス・ボルテンダール(Vo)らを中心に結成。1984年、アルバム『Heavy Metal Breakdown』でデビュー。NWOBHMの流れを汲んだヘヴィメタル・サウンドで人気を博す。
1986年、レコード会社の意向で"ディガー"と改名し、ポップな音楽性を取り入れた4thアルバム『STRONGER THAN EVER』をリリース。
ヴァン・ヘイレンのような路線変更の再現を狙ったが、ファンには全く受け入れられなかった。低迷を招く要因ともなり、バンドは翌年に解散する。

### 1990年代再結成 コンセプト作品の開始
1991年、ボルテンダール(Vo)は、不本意な終わり遂げたバンドの改善を図る。リズム隊を刷新してバンドを再編。
1993年、スタイルを原点に回帰させ、更に洗練化した5thアルバム『THE REAPER』を7年ぶりにリリースし、ライブ活動を再開。以後、1〜2年毎の間隔で、作品をコンスタントにリリースするようになる。
バンドは今後の展開として、「コンセプト・アルバム」の制作に取り組むようになる。1994年のミニアルバム『Symphony of Death』と、1995年の6thアルバム『Heart of Darkness』は、その雛形として片鱗を漂わせた。
1996年、正式に「コンセプト・アルバム」と銘打った7thアルバム『TUNES OF WAR』をリリース。以降も、歴史・伝説・神話などを題材にしたコンセプト作品の制作を継続。キーボーディストを加入させて、更にエピックメタル路線を推進させる。同年、初来日公演。

### 2000年代以降

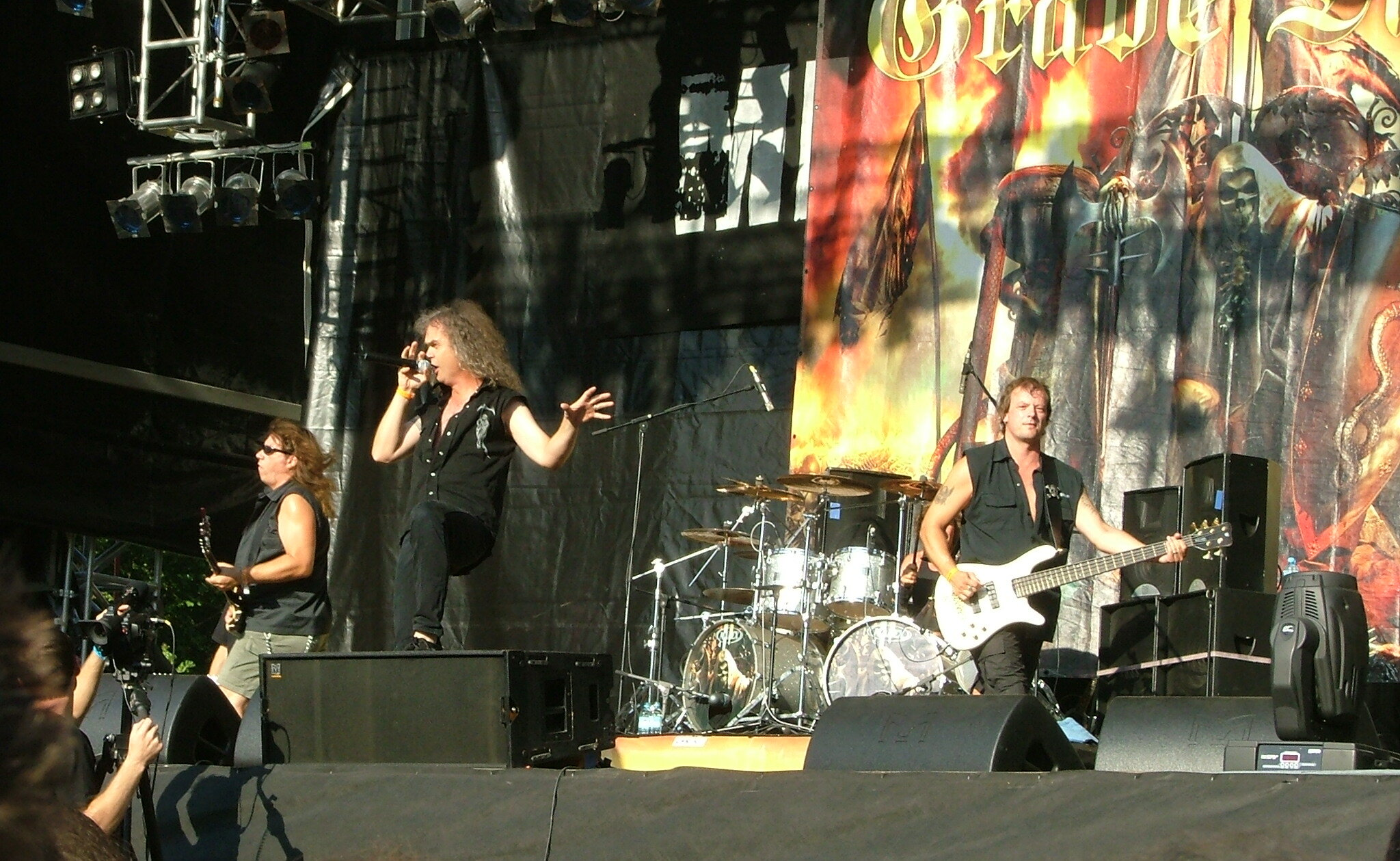
スロベニア・トールミン公演 (2007年7月)

2001年、結成20周年を記念し、バンド名を冠した10thアルバム『The Grave Digger』をリリース。
2008年、初のツインギター体制で制作した14thアルバム『BALLADS OF A HANGMAN』をリリース。
再びシングルギター体制に戻り、2010年、節目の結成30周年に15thアルバム『The Clans Will Rise Again』をリリース。翌年には、7thアルバム『TUNES OF WAR』を再現した、記念のライブアルバム/DVD『The Clans Are Still Marching』を発表する。次作『Clash of the Gods』(2012年）までコンセプト・アルバムを継続。
2014年、従来のコンセプト路線に終止符を打ち、17thアルバム『Return of the Reaper』からスタンダードな作風に回帰。以後、21stアルバム『Symbol of Eternity』(2022年）まで作品を発表。
2019年、ロックイベント『Evoken Fest 2019』の出演にて23年ぶりに来日。

## スタイル
1980年代は、NWOBHMにも影響されたパワーメタル寄りのサウンドを展開していたが、再始動後の1990年代では従来のスタイルに加え、前述した「コンセプト・アルバム」を志向するようになる。
その処女作である7thアルバム『Tunes of War』から『Knights of the Cross』『Excalibur』までを三部作として、「スコットランド戦史」「十字軍」「アーサー王伝説」などの中世ヨーロッパをテーマにしていた。
制作はその後も止どまる事がなく「ラインの黄金」や「ギリシア神話」など、ほぼ何かしらをコンセプトにしたエピックメタルを展開していたが、2014年作品以降からはスタンダードな作風に回帰している。

## メンバー
※2024年3月時点

### 現ラインナップ
- クリス・ボルテンダール (Chris Boltendahl) - ボーカル (1980- )
- トビアス・ケルスティング (Tobias "Tobi" Kersting) - ギター (2023- )
- イェンス・ベッカー (Jens Becker) - ベース (1997- )
- マーカス・クニープ (Marcus Kniep) - キーボード (2014- )/ドラムス (2018- )

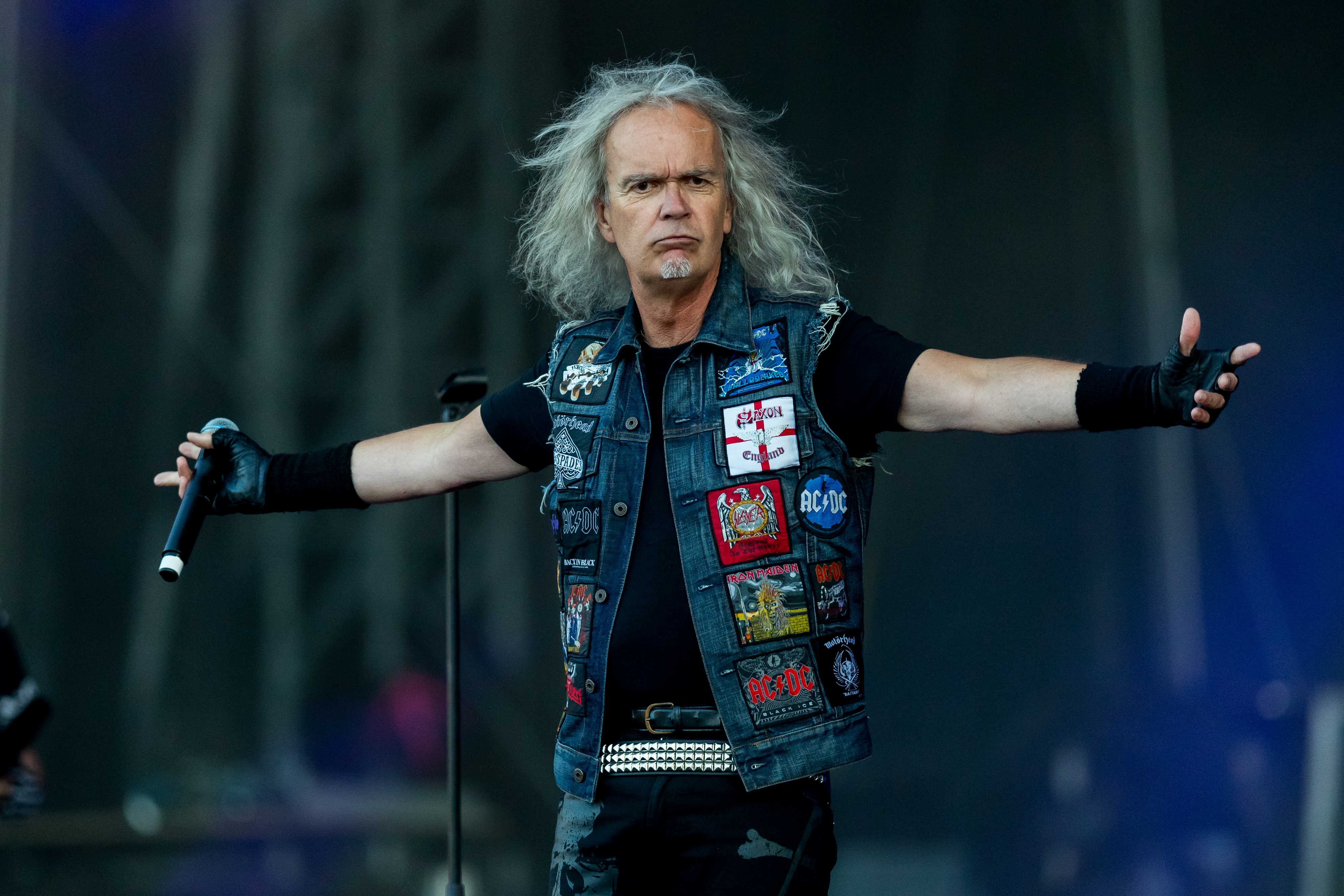
クリス・ボルテンダール(Vo) 2023年
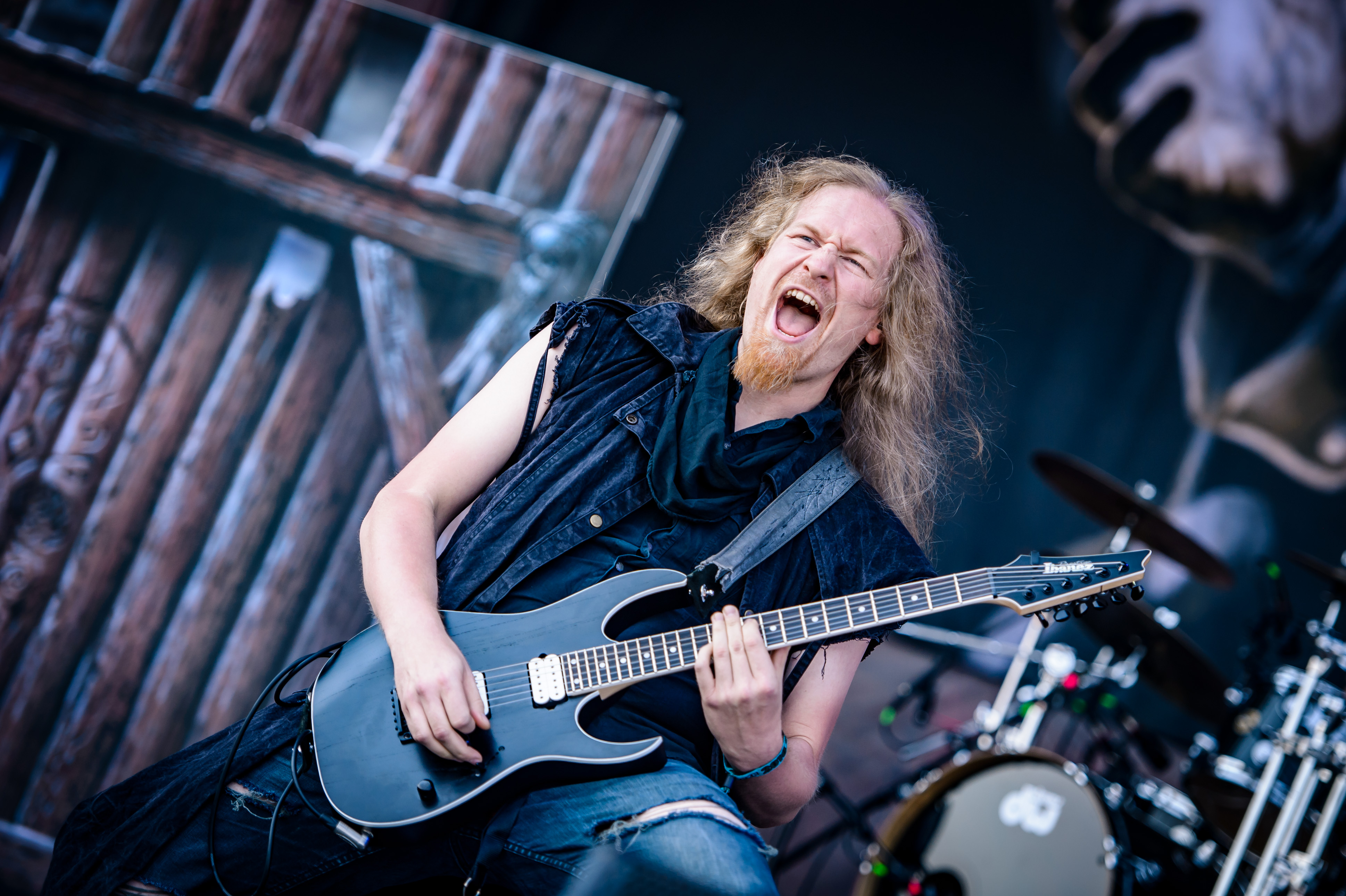
トビアス・ケルスティング(G) 2018年
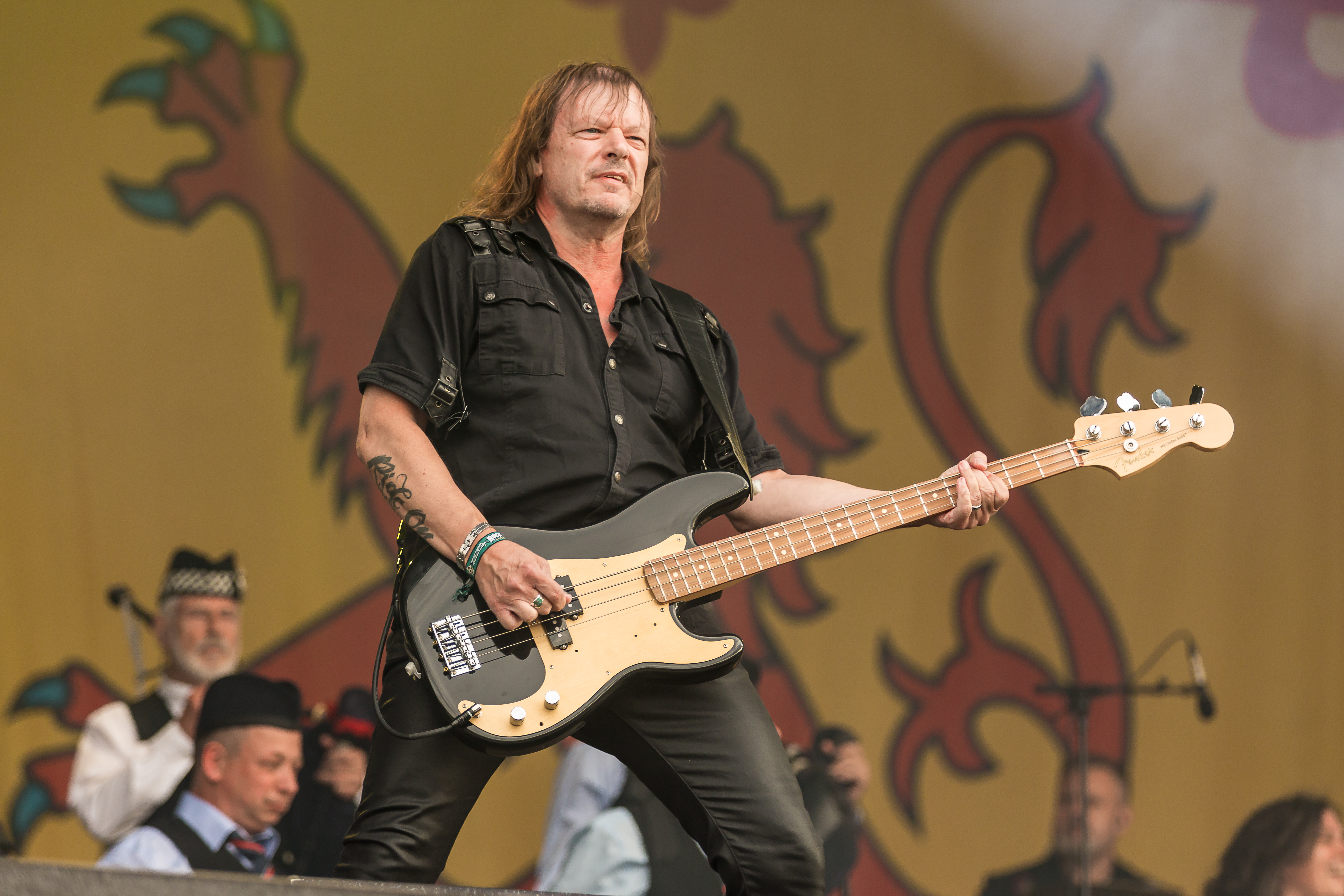
イェンス・ベッカー(B) 2022年
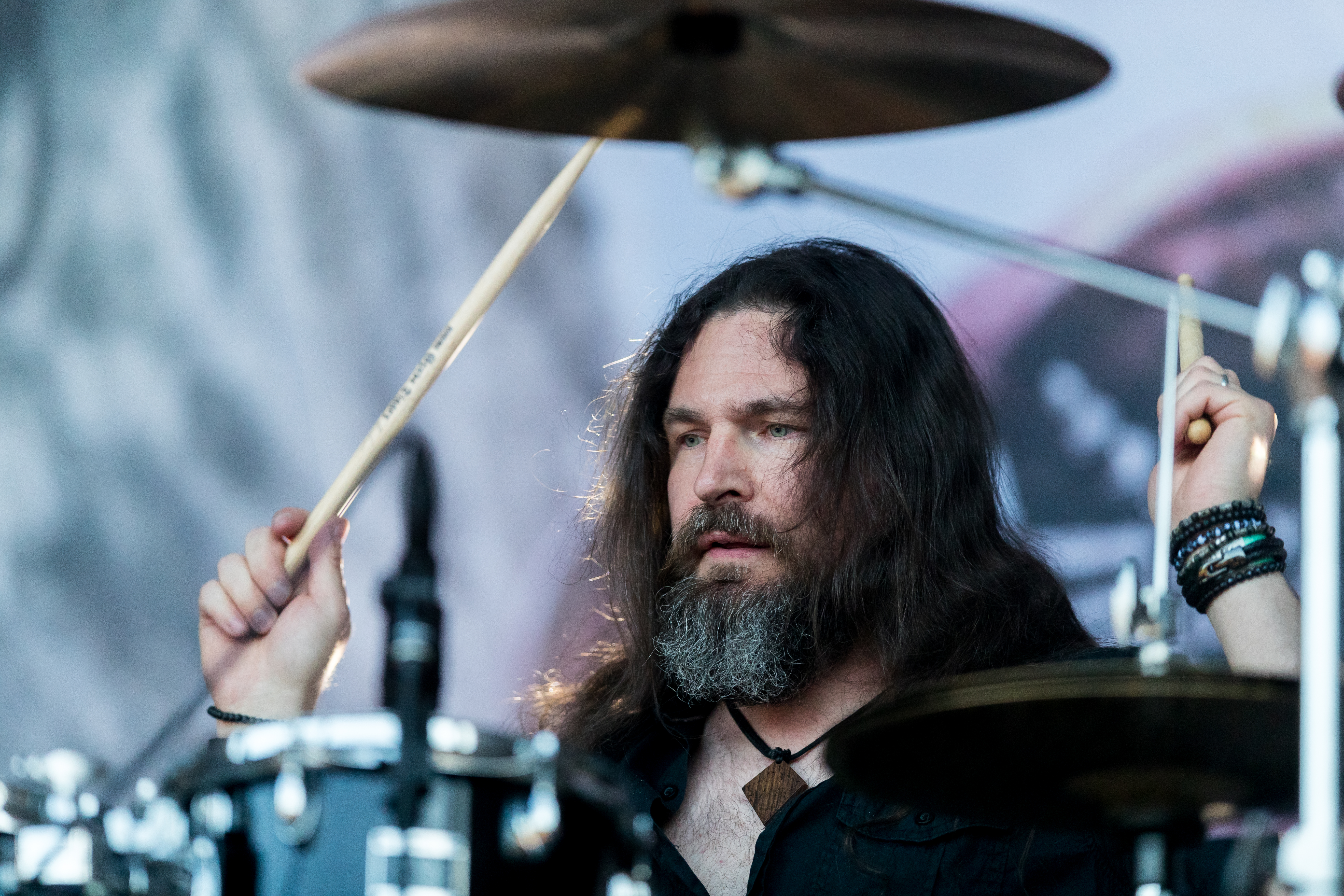
マーカス・クニープ(Dr) 2023年

### 旧メンバー
- ペーター・マッソン (Peter Masson) - ギター (1980-1986)
- ルッツ・シュメルツァー (Lutz Schmelzer) - ドラムス (1980)
- フィリップ・サイベル (Philip Seibel) - ドラムス (1981-1983) RIP.2002
- マルティン・ゲルリッツキー (Martin Gerlitzki) - ベース (1983)
- ウィリー・ラックマン (Willi Lackman) - ベース (1983-1984) RIP.2013
- アルベルト・エッカート (Albert Eckardt) - ドラムス (1983-1987)
- レネ・タイヒグレーバー (René "T-Bone" Teichgräber) - ベース (1984)
- クリス・ブランク (C.F. Brank) - ベース (1985-1987)
- ウヴェ・ルイス (Uwe Lulis) - ギター (1986-2000)
- トミー・ゴットリッヒ (Tomi Göttlich) - ベース (1991-1997)
- ピーター・ブライテンバッハ (Peter Breitenbach) - ドラムス (1991-1993)
- ヨルグ・マイケル (Jörg Michael) - ドラムス (1993-1994)
- フランク・ウルリッヒ (Frank Ullrich) - ドラムス (1994-1995)
- ハンス・ピーター・カッツェンバーグ (Hans Peter "H.P." Katzenburg) - キーボード (1996-2014)
- ステファン・アーノルド (Stefan Arnold) - ドラムス (1996-2018)
- マンニ・シュミット (Manni Schmidt) - ギター (2000-2009)
- ティロ・ヘルマン (Thilo Hermann) - ギター (2007-2009)
- アクセル・リット (Axel "Ironfinger" Ritt) - ギター (2009-2023)

## ディスコグラフィ

### オリジナルアルバム
- Heavy Metal Breakdown (1984)
- Witch Hunter (1984)
- War Games (1985)
- Stronger Than Ever (1986)　ディガー名義
- The Reaper (1993)
- Heart of Darkness (1995)
- Tunes of War (1996)
- Knights of the Cross (1998)
- Excalibur (1999)
- The Grave Digger (2001)
- Rheingold (2003)
- The Last Supper (2005)
- Liberty or Death (2007)
- Ballads of a Hangman (2009)
- The Clans Will Rise Again (2010)
- Clash of the Gods (2012)
- Return of the Reaper (2014)
- Healed by Metal (2017)[7]
- The Living Dead (2018)
- Fields of Blood (2020)
- Symbol of Eternity (2022)

### その他
- Symphony of Death (1994・EP)
- Tunes of Wacken - Live (2002・ライブアルバム)
- The Clans Are Still Marching (2011・ライブアルバム)
- Exhumation - The Early Years (2015・再録コンピレーション)